# Román o Doubravce České a Měškovi Polském
Román o Doubravce České a Měškovi Polském je román české spisovatelky Niny Bonhardové z roku 1980 odehrávající se v Polsku v 10. století, kdy za vlády knížete Měška I. proběhla v Polsku christianizace.

## Děj
Kniha je rozdělena na dvě části. První část vypráví Paganus, zvaný Pagán, žrec knížete Měška, který vládne tehdejší Polsce. Polané tenkrát ještě vyznávali mnohobožství, což se snažil změnit právě kníže Měško, který se rozhodl pojmout za manželku českou kněžnu a zajistit si tak nejen spojenectví a ochranu před Germány, ale také křesťanství.
Měško se od Pagána dozvídá o Boleslavovi českém spoustu věcí, například o jeho krutosti, zotročování a o trestání useknutím ucha. Proto přistupuje na Pagánovu radu – zastavit se cestou u Slavníka, manžela Boleslavovy sestry.  Tam je ale ponížen a je mu doporučeno, aby se vydal co nejrychleji do Prahy. Kousek od Prahy potká Měško se svou družinou krásnou ženu v nesnázích. Nabídne jí nejen pomoc, ale i sňatek. Oba jsou ale poníženi tím druhým – žena žádostí o zutí bot a on uštědřenou fackou.
Po příjezdu do Prahy uzavře Měško s Boleslavem smlouvu a Boleslav mu nabídne ruku své dcery Doubravky. Ona žena je Doubravka, která se Měškovi tolik líbila. Měškovi se nelíbí, že ji vyhnal její manžel, germánský markrabí  Günter, což byla pro danou ženu a její rodinu největší potupa. Přes odpor se nakonec oba nechají přesvědčit o důležitosti úkolu a nezbytnosti sňatku a přistoupí na něj. Cesta Doubravky za Měškem je stanovena na Velikonoce. Ještě při návštěvě u Boleslava se Měško dozvídá, že mu Pagán lhal – useknutím ucha se u něj trestají zběhlí křesťané.
Druhou část knihy líčí Doubravčin kněz Jordán, který je vyslán do Polska spolu s Doubravkou a s dalšími kněžími, aby šířili křesťanství.
Od tamějších lidí se dozvídají o Pagánově smrti a doufají, že se jim křesťanství podaří rozšířit. Narážejí ale na různé překážky. Doubravka soustřeďuje svůj zájem na to, aby se co nejdříve uskutečnila svatba, díky níž by se stala Měškovou první ženou. Proto přistupuje na pohanský obřad a po drobných nedorozuměních se Měško rozhodne jet bojovat a vydobýt chtěné území.
Také nevraživost ostatních Měškových manželek jí dělá starosti. Ale velmi si rozumí s Měškovou sestrou Adelajdou. Po svatbě se jedna z Měškových žen pokusí Doubravku zavraždit. Proto je vyhnána ze země a svého syna, Měška, musí nechat v Hnězdně. Je si jistá svou silou, protože ji Měšek miluje nejvíc ze všech, a tak se rozhodne zosnovat vzpouru ostatních Měškových žen. Společně se svým švagrem se pokusí vybít Hnězdno. Je ale odhalena Doubravkou a Adelajdou. Měšek je potěšen nejen tímto, ale i zprávou, že je v očekávání.
Po Vladislavině smrti byl Měšek vychováván společně s malým synem Doubravky a Měška. Boleslav rozhodne, že jejich syn bude pokřtěn Boleslav a syn Vladislavy Vladivoj. Zároveň s nimi byl pokřtěn i Měško a pár vybraných lidí a proběhla křesťanská svatba našeho páru. Po svatbě Měško cestuje do Quedlinburku k císaři Otovi I. Potkává zde malého pihovatého chlapce, který mu pro syna dá kříž s rubínem. Měško dostává zprávu o chystaném útoku na jeho zemi, a tak žádá císaře o propuštění. Ten mu slíbí, že pokud porazí Wichmanna, bude osvobozen od daní.
Podaří se, Měško poprvé odrazí útok Germánů. Přesto po něm chce jiný Germán odvádění daní. Strhne se další bitva. Měšek znovu zvítězí, ale oba si znepřátelí císaře. Císař rozhodne, že jako rukojmí musí k němu prvorozený syn Měška a Doubravky Boleslav. O Velikonocích se dále rozhoduje o osudu malého Boleslava. Císař sice dá za pravdu Měškovi, ale rozhodne, že malý Boleslav zůstane natrvalo jeho rukojmím. Měško a Doubravka jsou zdrceni.
Po oslavách Velikonoc ale císař zemře a na jeho místo nastupuje malý ryšavý pihovatý kluk. Na Boleslavově krku uvidí křížek s rubínem a na základě jejich přátelství je Boleslav zachráněn a propuštěn.